# Tchad aux Jeux olympiques d'été de 2020
Le Tchad participe aux Jeux olympiques d'été de 2020 à Tokyo. Il s'agit de leur 13e participation aux Jeux d'été.

## Athlètes engagés
| Sport       | Hommes | Femmes | Total |
| ----------- | ------ | ------ | ----- |
| Athlétisme  | 1      | 0      | 1     |
| Judo        | 0      | 1      | 1     |
| Tir à l'arc | 0      | 1      | 1     |
| Total       | 1      | 2      | 3     |

## Résultats

### Athlétisme
Le Tchad bénéficie d'une place attribuée au nom de l'universalité des Jeux. Bachir Mahamat dispute le 400 mètres masculin.
| Athlète        | Épreuve        | Séries  | Séries | Demi-finales | Demi-finales | Finale  | Finale  |
| Athlète        | Épreuve        | Temps   | Rang   | Temps        | Rang         | Temps   | Rang    |
| -------------- | -------------- | ------- | ------ | ------------ | ------------ | ------- | ------- |
| Bachir Mahamat | 400 m masculin | 47 s 93 | 8e     | Éliminé      | Éliminé      | Éliminé | Éliminé |

### Judo
| Athlète         | Compétition           | 1er tour                  | 2e tour             | Quart de finale     | Demi-finale         | Repêchage           | Finale              | Rang     |
| Athlète         | Compétition           | Adversaire Résultat       | Adversaire Résultat | Adversaire Résultat | Adversaire Résultat | Adversaire Résultat | Adversaire Résultat | Rang     |
| --------------- | --------------------- | ------------------------- | ------------------- | ------------------- | ------------------- | ------------------- | ------------------- | -------- |
| Demos Memneloum | Moins de 70 kg femmes | Matniyazova Défaite 00-10 | Éliminée            | Éliminée            | Éliminée            | Éliminée            | Éliminée            | Éliminée |

### Tir à l'arc
Marlyse Hourtou bénéficie elle d'une invitation tripartite de la part de la fédération internationale après avoir fait partie d'un programme d'athlètes résidents au World Archery Excellence Centre.
| Athlète         | Compétition        | Tour préliminaire | Tour préliminaire | 1er tour         | 2e tour          | 3e tour          | Quarts de finale | Demi-finales     | Finale / 3e place | Finale / 3e place |
| Athlète         | Compétition        | Score             | Rang              | Adversaire Score | Adversaire Score | Adversaire Score | Adversaire Score | Adversaire Score | Adversaire Score  | Rang              |
| --------------- | ------------------ | ----------------- | ----------------- | ---------------- | ---------------- | ---------------- | ---------------- | ---------------- | ----------------- | ----------------- |
| Marlyse Hourtou | Individuel femmes, | 553               | 64e               | An Défaite 2-6   | Éliminée         | Éliminée         | Éliminée         | Éliminée         | Éliminée          | Éliminée          |